# 逆嶺
《逆嶺》（英語：Rebel Ridge）是一部2024年美國犯罪動作片，由傑瑞米·索尼耶編導，主演陣容包括亞倫·皮埃爾、唐·強生、安娜蘇菲亞·羅伯、大衛·丹曼、艾莫瑞·柯恩、史蒂夫·利西斯、莎妮·賈耶（Zsané Jhé）、唐納·李（Dana Lee）和詹姆斯·克伦威尔。電影講述一名前海軍陸戰隊員的畢生積蓄遭小鎮腐敗的警察部隊濫權沒收，失去表弟保釋金的他決定實施反擊。
《逆嶺》2024年9月6日在Netflix串流發行，獲得外界好評。

## 演員
- 亞倫·皮埃爾（英语：Aaron Pierre (actor)）飾演泰瑞·李奇蒙（Terry Richmond）
- 唐·強生飾演桑迪·伯恩局長（Chief Sandy Burnne）
- 安娜蘇菲亞·羅伯飾演薩默·麥布萊（Summer McBride）
- 大衛·丹曼飾演伊凡·馬斯頓警官（Officer Evan Marston）
- 艾莫瑞·柯恩飾演史蒂夫·蘭恩警官（Officer Steve Lann）
- 史蒂夫·利西斯（英语：Steve Zissis）飾演艾略特（Elliot）
- 莎妮·賈耶（Zsané Jhé）飾演潔西卡·西姆斯警官（Officer Jessica Sims）
- 唐納·李（Dana Lee）飾演劉先生（Mr. Liu）
- 詹姆斯·克伦威尔飾演法官

## 製作
2019年11月，約翰·波耶加簽約主演由傑瑞米·索尼耶編導的《逆嶺》。2020年2月，唐·強生、艾琳·多爾蒂、詹姆斯·貝吉·戴爾、莎妮·賈耶（Zsané Jhé）與詹姆斯·克伦威尔加入演出陣容。2021年4月，安娜蘇菲亞·羅伯和艾莫瑞·柯恩參演，羅伯用於取代多爾蒂。
本片的主要拍攝原定2020年4月展開，但因嚴重急性呼吸道症候群冠狀病毒2型疫情而推遲。電影2021年5月3日在路易斯安那州開始拍攝。2021年6月，波耶加因「家庭因素」在拍攝期間退出。片方為了尋找波耶加的替代者而暫停拍攝。後來有報導稱，波耶加據稱因多種原因放棄了本片，包括對劇本及住宿的不滿，但波耶加否認了此類指控。10月，亞倫·皮埃爾取代了波耶加。2022年4月，大衛·丹曼為取代貝吉·戴爾而加入劇組，拍攝於同年4月25日恢復。電影在7月24日宣告殺青。2024年3月，索尼耶表示電影的後製已接近尾聲。

## 發行
《逆嶺》2024年9月6日在Netflix上線。本片在上線的前三天（9月6日至9日）觀看數達3120萬次，接下來一週（9月9日至15日）中又增加至3860萬次。

## 反響
本片在爛番茄網站上根據110名影評人的評分，新鮮度達95%，平均得分7.9／10。該網站的共識影評：「《逆嶺》承載著亞倫·皮埃爾巨星演出的智慧且扣人心弦，為同時代的動作驚悚片立下了典範。」在Metacritic網站上，電影根據29名影評人的評分，取得76分（滿分100），象徵「普遍好評」。

## 外部連結
- 互联网电影数据库（IMDb）上《逆嶺》的资料（英文）